# Centre international de recherches sur l’anarchisme
Centre international de recherches sur l’anarchisme (CIRA; pol. Międzynarodowe Centrum Badań nad Anarchizmem) – archiwum, infoshop oraz biblioteka posiadająca zbiory związane z anarchizmem w wielu językach. Siedzibą jest Lozanna w Szwajcarii.

## Historia
CIRA została założona w 1957 w Genewie i początkowo działała w wynajętym pokoju. Przez pierwsze 7 lat bibliotekę prowadził Pietro Ferrua, który został jednak deportowany, w związku z antyfrankistowskim atakiem na ambasadę Hiszpanii w 1961. W 1964 przeniesiono ją do Lozanny, gdzie prowadziła ją Marie-Christine Mikhaïlo i jej córka Marianne Enckell. Obiekt w latach 1975–1989 ponownie funkcjonował w Genewie, aby potem już na stałe przenieść się do Lozanny.

## Zasoby
Celem CIRA jest zebranie wszystkich materiałów związanych z teorią anarchistyczną. Biblioteka w Lozannie gromadzi 18 000 książek i broszur oraz 4 000 tytułów czasopism (z których 200 to tytuły ukazujące się współcześnie). Katalog Archiwum jest dostępny online. CIRA nie posiada żadnych środków na zakup materiałów, więc cały zapas jest przekazywany.

## Oddziały
Istnieją również oddziały CIRA w Marsylii i Japonii. CIRA Nippon została założona w 1970 w Fujinomiya, mieście położonym w połowie drogi między Tokio a Osaką. W 2011 archiwum zawierało ponad 2 000 książek.

## Publikacje

### Książki i broszury
- André Bösiger, Souvenirs d'un rebelle: soixante ans de lutte d'un libertaire jurassien (CIRA/ACL, 2017)
- Collectif, Refuser de parvenir: idées et pratiques (CIRA/Nada, 2016)
- Albert Minnig, Edi Gmür: Pour le bien de la révolutio n (CIRA, 2006)
- Marianne Enckell, Eric Jarry: Les anarchistes à l'écran / Anarchists on screen , 1901-2003 (CIRA, 2004)
- CIRA Un siècle de chansons (CIRA, 1996)

### Biuletyn
CIRA publikuje coroczny biuletyn od 1959, Który jest dostępny dla subskrybentów, a także online. Biuletyn zawiera listę przejęć oraz informacje o badaniach, bibliotekach i konferencjach.